# Enjoy Good Food
Enjoy Good Food è un programma televisivo culinario italiano, in onda dal 5 ottobre 2019 su Food Network.

## Il programma
La conduttrice, in ogni puntata, cerca di insegnare ad alimentarsi in modo sano con la preparazione di ricette semplici a base di ingredienti di stagione e l’utilizzo di metodi di cottura più salutari.